# Tergalresolution
Tergalresolution kallas på något föråldrad kurialprosa domstols eller myndighets icke slutliga beslut med anledning av ingiven skriftlig framställning, i de fall beslutet tecknas på den ingivna handlingen (efter latinets in tergo, "på baksidan").